# Dawes Hicks
George Dawes Hicks, född 14 september 1862, död 16 februari 1941, var en brittisk filosof och psykolog.
Hicks var professor i London 1904-30, och undervisade även i Cambridge från 1910. Han var en grundlig Kant-kännare, psykologiskt skolad av Wilhelm Wundt, och utvecklade en bemärkt realistisk perceptionsteori: att uppfatta är att urskilja, och summan av de hos ett föremål urskilda bestämningarna kan skiljas från det större antal bestämningar, som utgör föremålets hela innehåll. Hicks har skrivit framställningen av den engelska filosofin i Friedrich Ueberwegs Grundriss der Geschichte der Philosophie (12:e upplagan, 1928).